# Фрази і філософія на користь юнацтву
«Фрази і філософія на користь юнацтву» (англ. Phrases and Philosophies for the Use of the Young) — збірка з тридцяти п'яти афоризмів  ірландського письменника Оскара Вайлда. Вперше опублікована у грудні 1894 року на сторінках студентського журналу «Хамелеон», який  вийшов накладом у 100 примірників і закінчив своє існування після першого ж випуску.
Згодом деякі з афоризмів було використано під час допиту Оскара Вайлда у ході гучного процесу за «сороміцьку непристойність»:
- Гріховність — це міф, вигаданий добротворцями, аби пояснити загадкову привабливість декого з нас (англ. Wickedness is a myth invented by good people to account for the curious attractiveness of others);
- Релігії помирають тоді, коли доведена їхня істинність (англ. Religions die when they arc proved to be true);
- Якщо говоритимеш правду, то рано чи пізно все одно попадешся (англ. If one tells the truth, one is sure, sooner or later, to be found out);
- Задоволення — єдина річ заради якої варто жити (англ. Pleasure is thc only thing one should live for);
- Правда перестає бути правдою, коли в неї вірить більш ніж одна людина (англ. A truth ceases to be true when more than one person believes in it);
- Лінь — умова бездоганності. Ціль бездоганності — юність (англ. The condition of perfection is idleness: the aim of perfection is youth);
- Існує певний трагізм у тому, що в теперішній Англії стільки молодиків починають життя з ідеальними профілями, а закінчують освоєнням якоїсь корисної професії (англ. There is something tragic about the enormous number of young men there are in England at the present moment who start life with perfect profiles, and end by adopting some useful profession).